# Фэллон, Крейг
Крейг Фэллон (англ. Craig Patrick Fallon; 18 декабря 1982, Ипсуич — 15 июля 2019, The Wrekin, Западный Мидленд) — британский дзюдоист, чемпион и призёр чемпионатов Великобритании, Европы и мира, победитель Игр Содружества, участник двух Олимпиад.

## Биография
Выступал в суперлёгкой (до 60 кг) и полулёгкой (до 66 кг) весовых категориях. В 2001—2011 годах трижды становился чемпионом Великобритании и один раз — бронзовым призёром чемпионатов страны. Чемпион (2006 год) и серебряный призёр (2003 год) континентальных чемпионатов. Чемпион (2005 год) и серебряный призёр (2003 год) чемпионатов мира.
На летней Олимпиаде 2004 года в Афинах Крейг победил австралийца Скотта Фернандиса, но проиграл следующую схватку греку Ревазу Зинтиридису и потерял возможность бороться за медали Олимпиады.
На летней Олимпиаде 2008 года в Пекине Крейг чисто победил представителя Монако Яна Сиккарди, но проиграл австрийцу Людвигу Пайшеру. В утешительной серии британец победил марокканца Йонеса Ахамди, представителя КНДР Ким Кён Чина, но проиграл израильтянину Галу Екутилу и в общем итоге стал седьмым.
Фэллон стал третьим британцем в истории, завоевавшим титул чемпиона мира по дзюдо. Был назначен главным тренером Ассоциации дзюдо Уэльса. 
15 июля 2019 года Крэйг Фэллон повесился в лесу и был найден мёртвым. Полиция не обнаружила следов преступления.